# Clarence Zener
Clarence Zener (teljes nevén Clarence Melvin Zener) (Indianapolis, Indiana, 1905. december 1. – Pittsburgh, Pennsylvania, 1993. július 15.) egyesült államokbeli fizikus, aki először írta le az elektromos szigetelők elektromos letörési folyamatát. Ezt a felfedezést később a Bell Labs (USA) hasznosította, amikor kifejlesztette a róla elnevezett Zener-diódát. Zener elméleti fizikus volt, matematikai háttérrel. Több területen is folytatott kutatásokat:  szupravezetés, metallurgia, ferromágnesség, törésmechanizmus, diffúzió, és geometrikus programozás.

## Élete, munkássága
Zener Indianapolisban született, és a Harvardon szerzett 1929-ben PhD fokozatot fizikából. Diplomamunkájának címe: Quantum Mechanics of the Formation of Certain Types of Diatomic Molecules (Egyes diatomikus molekulák kialakulásának kvantummechanikája).
Zener irányítása alatt doktorált le két ismertebb fizikus tanítvány: John B. Goodenough és Arthur S. Nowick.
Zener arról volt ismert, hogy a kísérleti munkát nem kedvelte és inkább az alkalmazott fizika területén dolgozott praktikus problémákon.
Annak ellenére, hogy ismert és igen sikeres volt, saját magát nem tartotta eléggé kvalifikáltnak tisztán elméleti fizikai problémák megoldására. Egyszer megjegyezte, miután együtt ebédelt J. Robert Oppenheimerrel: „...amikor alapvető fizikai problémák kerülnek szóba, nincs értelme versenyezni olyanokkal, mint ő.”
1935-1937 között a St.Louis-i Washington Egyetemen tanított. Ezt követően a City College of New York tanára volt (1937-1940). 1940-1942 között a Watertown Arsenal-nál, egy hadiipari eszközök gyártásával és karbantartásával foglalkozó vállalatnál, dolgozott. A II. világháború után 1945-1951 között az Chicagói Egyetemen tanított, ahol a fizika professzora volt. 1951-1965 között a Westinghouse (Pittsburgh) tudományos igazgatója. Itt fejlesztette ki a geometriai programozást, melyet mérnöki számításokhoz használtak. Eredményeit felhasználva hőkicserélő berendezéseket tervezett, amelyeket az óceán termikus energiájának konverziójára használtak. Ezeket a berendezéseket még manapság is használják.
Westinghouse-nál töltött évei után visszatért a tanításhoz. 1966-1968 között a Texas A&M University professzora volt. Végül 1968-1993 között a Carnegie Mellon University-n tanított.

## Elismerései
- 1957-ben Bingham Medal díjat kapott a reológia területén végzett munkássága elismeréséért
- 1959-ben John Price Wetherill Medal díjat kapott a Franklin Intézettől
- 1985-ben ICIFUAS Prize (Zener Prize)